# Кропивницкий (станция)
Кропивницкий (укр. Кропивницький, до 1924 года — Елисаветград , в 1924—1935 — Зиновьевск, в 1935—1970 — Кирово-Украинское, в 1970—2017 — Кировоград) — грузовая станция второго класса Знаменской дирекции Одесской железной дороги на железнодорожной линии Знаменка  — Помошная — Одесса.
Станция расположена в одноимённом городе. Хотя Кропивницкий имеет статус областного центра и крупнейшим городом области, в железнодорожном смысле Кропивницкий играет второстепенную роль и менее важной станцией, чем расположенные в области станции Знаменка, Знаменка-Пассажирская, Помошная и Долинская, расположенных на железнодорожных узлах, тогда как Кропивницкий размещен на прямом участке.
Имеет средний путевое развитие, длина станции от входного до входного примерно 8 километров.
Через станцию направляются грузовые и пассажирские поезда дальнего и пригородного сообщения.

## История
Открытие железнодорожной станции произошло в 1868 году на магистральной линии Знаменка — Помошная — Одесса, которую строили в 1860-е годы XIX века, для связи Одесского морского порта. Первое здание железнодорожного вокзала было построено в 1869 году.
В июле 1897 началось движение трамваев от железнодорожного вокзала до пивзавода Зельцера, официальное открытие линии произошло 26 июля 1897 года .
В годы Второй мировой войны здание вокзала было разрушено. Новый вокзал появился в 1954 году на этом же месте. Здание построено в эклектичном стиле с использованием элементов стиля классицизма. Является памятником архитектуры местного значения.
В 1971 году электрифицирован участок Помошная — Хировка. Полностью электрификация участка Знаменка — Помошная — Одесса была осуществлена в 1971 году, то есть за целых 20 лет до электрификации участка Жмеринка — Одесса. Это было связано с тем, что главный грузовой маршрут, соединяющий одесский морской порт, проходил именно по этой линии, а не через Жмеринку. В 1990-е года была также электрифицирован участок Помошная — Подольск, в связи с чем через Кропивницкий пошло движение и со стороны Западной Украины через Жмеринку .
С 23 марта 2017 года станция получила современное название — Кропивницкий  .

## Пассажирское сообщение
Кропивницкий, как железнодорожная станция, довольно слабо нагружена. Все поезда, за исключением № 790/789 сообщением Киев — Кропивницкий являются транзитными. Кроме того, Кропивницкий был одним из немногих областных центров Украины, не имел прямого поезда до Киева, но 11 декабря 2016 года «Укрзализныця впервые назначила региональный поезд «Столичный экспресс» № 790/789 сообщением Киев — Кропивницкий.
Через станцию Кропивницкий курсируют пассажирские поезда с Киева, Одессы, Харькова, Днепра, Львова, Запорожье, Константиновки, Кривого Рога.

## Направления
По состоянию на 2018 год вокзал отправляет и принимает следующие поезда:

### Дальнее следование
| №                | Маршрут движения        | №                | Маршрут движения        |
| ---------------- | ----------------------- | ---------------- | ----------------------- |
| 007ОШ "Пальмира" | Харьков — Одесса        | 008ЛШ "Пальмира" | Одесса — Харьков        |
| 059О "Чайка"     | Харьков — Одесса        | 060Ш "Чайка"     | Одесса — Харьков        |
| 053Д "Скифия"    | Днепр — Одесса          | 054Л "Скифия"    | Одесса — Днепр          |
| 91Ш              | Константиновка — Одесса | 92К              | Одесса — Константиновка |
| 119Л             | Запорожье — Львов       | 120Л             | Львов — Запорожье       |
| 789              | Киев — Кропивницкий     | 790              | Кропивницкий — Киев     |

Актуальное расписание движения указано в разделе «Расписание предназначенных поездов» на официальном сайте «Укрзализныци».

## Услуги
Билетные кассы:

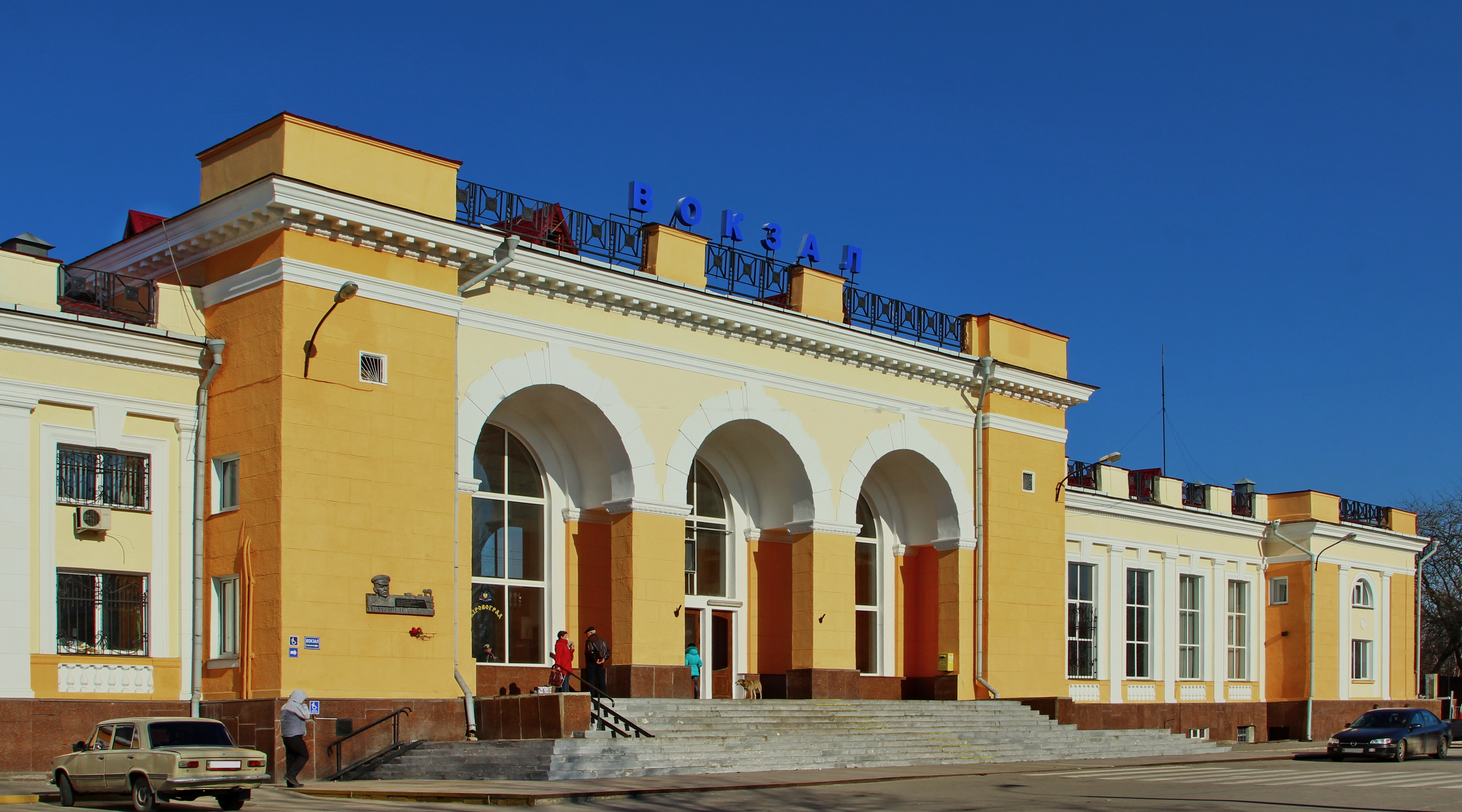
Вокзал станции Кропивницкий

- Оформление проездных и перевозочных документов в дальнем, местном и пригородном сообщениях
- Оформление проездных документов в международном сообщении
- Возвращение проездного документа
- Обновление проездного документа
- Оформление проездных документов, забронированных через Интернет
- Переоформление проездного документа не раньше, чем за 24 часа до его отправления.

С 29 марта 2018 начато в кассах железнодорожного вокзала продажу проездных документов на автобусные рейсы внутреннего и международного сообщения .
Пользование автоматическими камерами хранения
- Хранение вещей в автоматической камере хранения
- Принудительное открытие по просьбе пассажира
- Хранение вещей в автоматических камерах хранения сверх установленного срока

Багажное отделение
- Предварительный прием багажа
- Хранение как прибывшего так и предварительно принятого багажа
- Сообщение получателя о прибытии в его адрес багажа (по телефону, почте, телеграфом)
- Предоставление бланка-заказа
- Проверка веса багажа
- Заполнение бирки или нанесения маркировки отправителя с одного места
- Выдача справок о перевозке грузов за одну отправку
- Заполнение перевозочных документов

Сервисный центр
- Оформление проездных, перевозочных документов в дальнем, местном сообщениях;
- Оформление заказа через книгу заказов
- Справка: устная / сложная, письменная, по городу

Комнаты отдыха (1-, 4-, 6-местная):
- Проживание пассажира в 4- и 6-местных номерах (за одни сутки, с одноразовым использованием душевой комнатой, за полсуток)
- Проживание пассажира в номере «Люкс» (за сутки, за полсуток)
- Пользование розеткой
- Пользование утюгом
- Пользование душевой комнатой
- Пользование холодильником за одно место в сутки
- Хранение одного места вещей в комнате отдыха за сутки

Зал ожидания для транзитных пассажиров:
- Нахождение пассажира в зале для транзитных пассажиров в сутки
- Нахождение пассажира в зале для транзитных пассажиров за полгода суток

Прочие услуги:
- Отправка «Экспресс-почты»
- Услуги справочного бюро:
- Письменная справка, устная сложная справка, объявления по радио

## Адрес

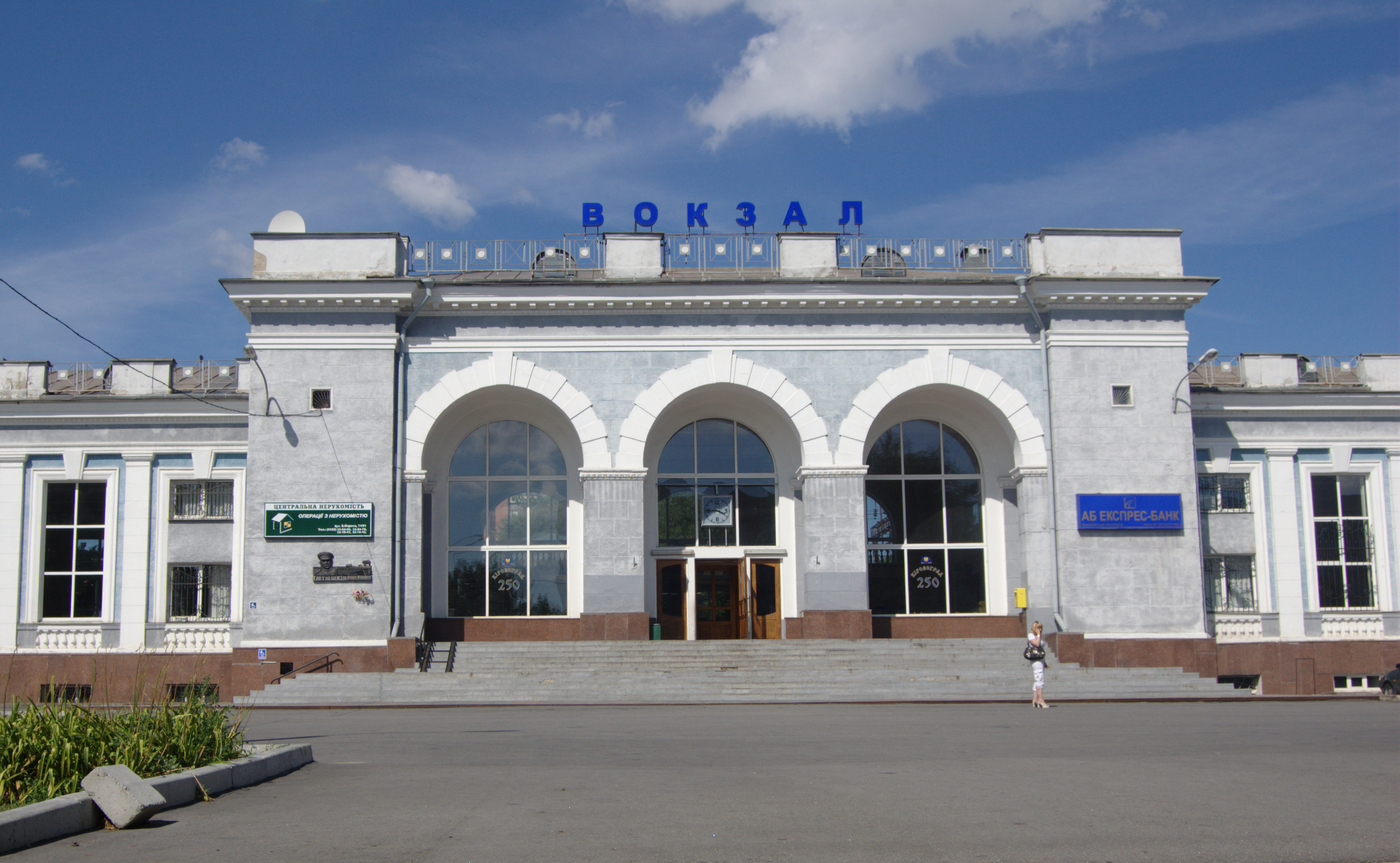

25002 г. Кропивницкий, улица Павла Поповича, 1
- Код города 0-522
- Справочное бюро: 39-22-51
- Дежурный помощник начальника вокзала: 39-22-52,
- Сервисный центр: 39-21-53

## Ссылка
- Информация о станции Кропивницкий на сайте railwayz.info
- Вокзал «Кропивницький» — актуальні телефони та адреса, — Довідковий портал Кропивницького  (рус.)
- Вокзал станції Кропивницький на сайті «Укрзалізниці»
- Розклад руху приміських поїздів на сайті регіональної філії «Одеська залізниця»
- Розклад руху призначених пасажирських поїздів по станції Кропивницький на сайті «Укрзалізниці»
- Подорожі залізницею.Станція Кропивницький  (рус.)
- Незмінна вахта машиніста Семена Тютюшкіна